# Робидни Брег
Робидни Брег (словен. Robidni Breg, итал. Robidni Monte) је насељено место у општини Канал, Горишка регија, Словенија.

## Историја
До територијалне реорганизације у Словенији био је у саставу старе општине Нова Горица. Као самостално насеље Робидни Брег постоји од 2007. године. Настала је издвајањем дела из насеља Анхово.

## Становништво
У попису становништва из 2011. године, Робидни Брег је имао 35 становника.
| Број становника према пописима |
| ------------------------------ |
| 2011                           |
| 35                             |

Напомена: Године 2007. настала издвајањем дела из насеља Анхово.